# Ангорський кріль
Анго́рський кріль — загальна назва декількох пухових порід кролів. Має довгу (до 15 см) м'яку, шовковисту шерсть, яка нагадує вовну ангорських кіз (звідки й назва породи).

## Історія
Вважається, що перші ангорські кролики з'явилися в Туреччині. Порода визнана однією з найстаріших порід домашніх кроликів. У XVIII столітті на кораблях ангорські кролики були завезені до Європи, і вже до середини століття набули популярності серед французької знаті як домашні вихованці. Потім з Франції ангорські домашні кролики потрапили до Англії і незабаром зустрічалися вже по всій Європі й іншим частинам світу.

## Пухові дані

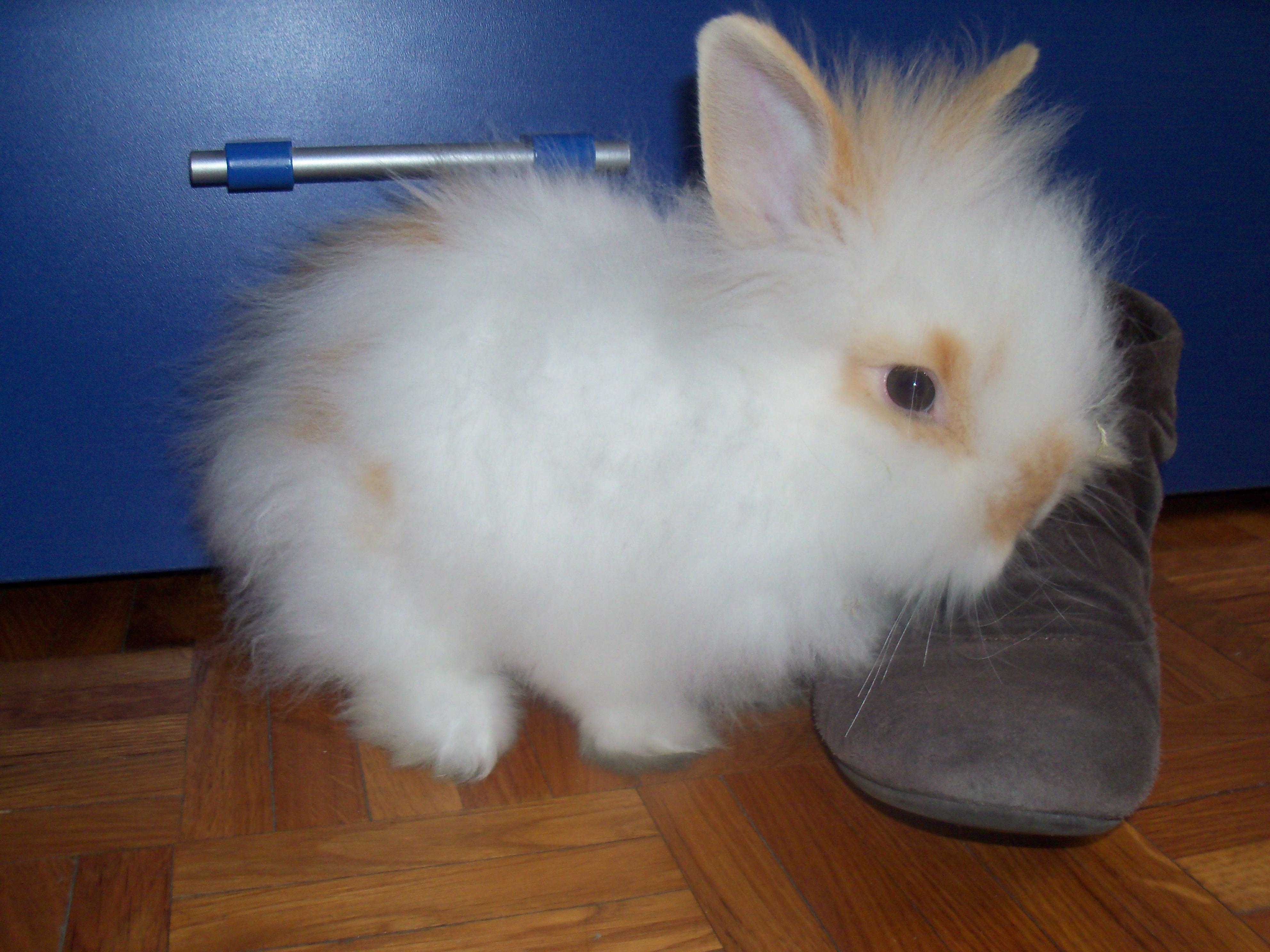
Дитинча ангорського кроля

Шерстний покрив на 90— 92 % складається з пуху. Його вичісують починаючи з 2—2.5-місячного віку тварин.
За рік від дорослого кроля одержують в середньому до 300 г пуху, від самиці з приплодом — до 2 кг. З пуху виготовляють трикотаж, текстиль, фетр.

## Біологічні характеристики
Жива вага ангорських кролів 3—4 кг, плодючість 6—7 кроленят в окролі. Живуть 5 — 7 років.
Хутро біле, буває блакитне, сіре й чорне.
Очі у білих кролів рожеві, в усіх інших — темного кольору.

## Утримання
Ангорські кролі вимогливі до умов утримання.
Розводяться в усіх областях України.

## Різновиди

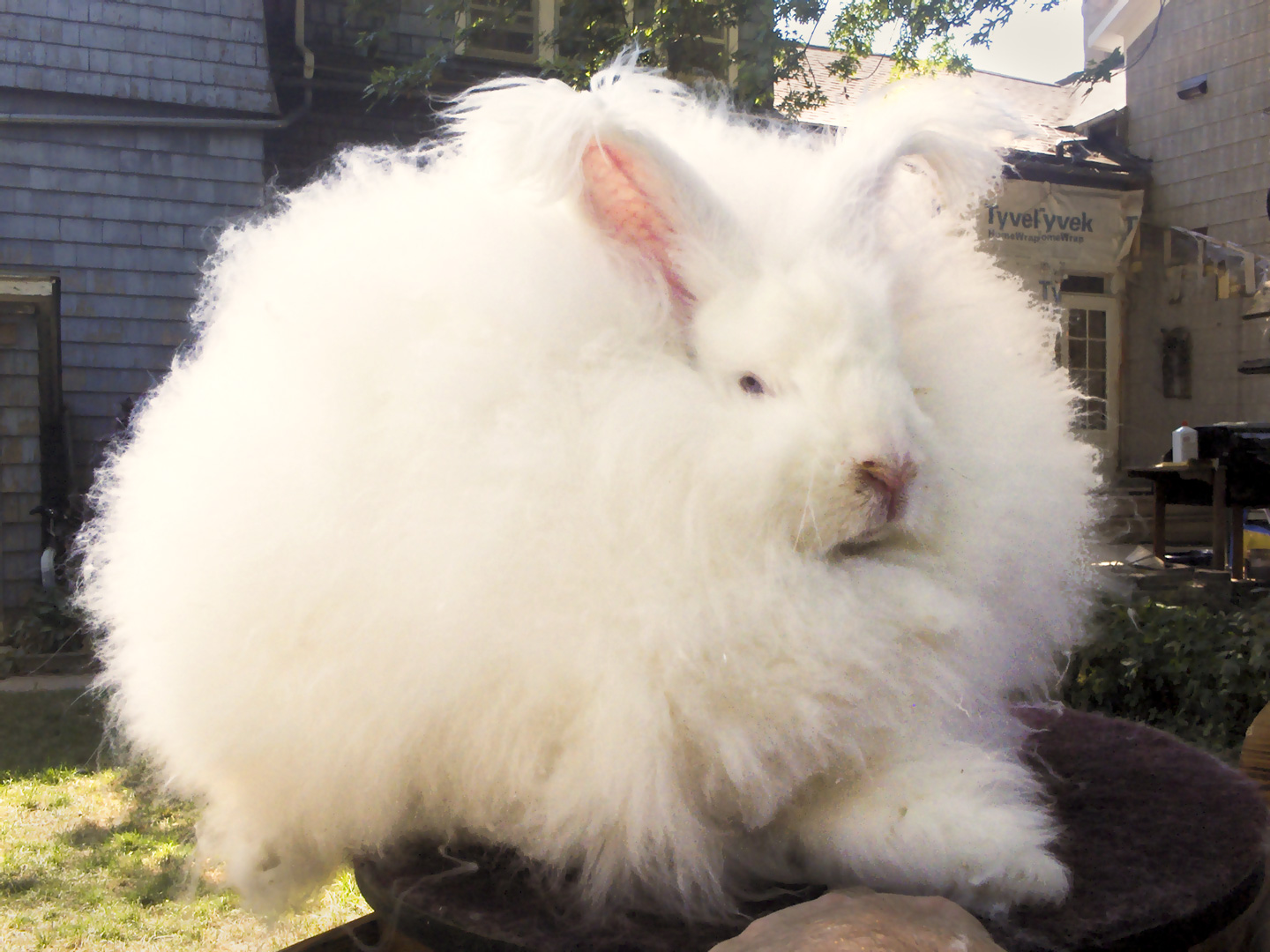
Гігантський ангорський кріль

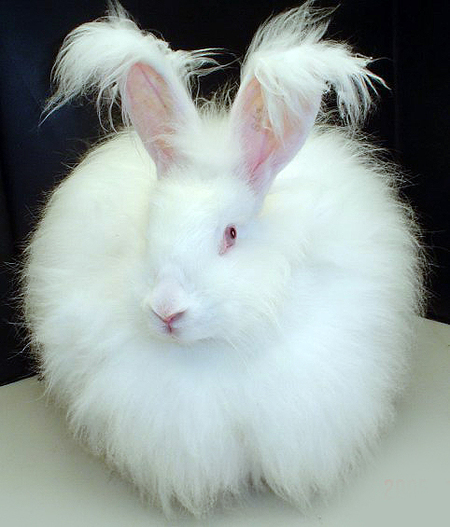
Білий ангорський кролик

1. Французькі ангорські кролики — важать до 4,5 кілограм, наділені довгастим тулубом, мають овальну форму. Також кролики мають невеликі китиці на кінчиках вух.
2. Німецькі ангорські кролики - дуже схожі на гігантських ангорських кроликів. Основний колір білий, але іноді селекціонери схрещуючи з іншими породами виводять інші кольори. Менше, ніж інші «побратими» линяють.
3. Гігантські ангорські кролики — найбільші кролики серед ангорських, дорослі особини важать близько 4,5 кілограм.
4. Атласні ангорські кролики — порода отримана в результаті проведених робіт по схрещуванню  французького ангорського кролика і атласного кролика.
5. Білі і кольорові пухові кролі — порода кроликів, отримана в Радянському Союзі, на півдні.
6. Англійські ангорські кролики - досить велика порода ангорських кролів, вага близько 2-3,5 кг. Голова широка, морда плоска. Повністю покриті шерстю крім ділянки вище носа і частини лап.
7. Карликовий ангорський - декоративна порода ангорських кролів з густою і довгою шерстю і вагою до 1 - 1,5 кг.